# Benečija
Za naselje v občini Trebnje glej Benečija, Trebnje.
Izraz Benečija se uporablja tudi za Beneško Slovenijo, v Italiji pa tudi za Julijsko Krajino (Venezia Giulia) oz. za kraje, ki jih je po Rapalski pogodbi dobila Italija od nekdanje Avstroogrske monarhije, katere manjši del (tržaška in goriška pokrajina) je po 2. svetovni vojni ostala v Italiji.
Skupni italijansk izraz Triveneto (Tri Benečije) se uporablja za tri italijanske dežele: Benečijo (Veneto), Furlanijo - Julijsko krajino (Friuli Venezia Giulia) in Južno Tirolsko (Trentino - Alto Adige).
Benečija (v italijanskem izvirniku Veneto [vèneto], beneško Vèneto), je ena od dvajsetih dežel, ki sestavljajo Italijo. Na severu meji z Avstrijo, na zahodu z deželama Trentinsko - Zgornje Poadižje in Lombardija, na jugu z Emilijo - Romanjo in na vzhodu s Furlanijo - Julijsko krajino in Jadranskim morjem. Deli se na šest pokrajin – Belluno, Padova, Rovigo, Treviso, Verona in Vicenza – ter na metropolitansko mesto Benetke, ki je nadomestilo nekdanjo pokrajino Benetke. V deželo spadajo tudi otoki Beneške lagune. Po številu prebivalcev (skoraj 5 milijonov) je Benečija na četrtem mestu v Italiji, po površini (dobrih 18.000 kv. km) pa na osmem.
Večja mesta so poleg glavnega mesta dežele - Benetk (s kopenskim delom Mestre) še Verona, Padova, Vicenza, Treviso, San Donà di Piave, Chioggia, Rovigo, Mira, Bassano del Grappa, Schio, Belluno, pa tudi Valdagno, Arzignano, Spinea, Villafranca di Verona, Mirano, Jesolo, Thiene, Legnago, Feltre, Adria, Selvazzano Dentro, Vigonza, Albignasego, Cittadella, Abano Terme, Martellago, Montecchio Maggiore, Caorle, Portogruaro, San Giovanni Lupatoto, Bussolengo, Piove di Sacco, San Bonifacio, Monselice, Este, Lonigo, Cadoneghe, Porto Viro, Concordia Sagittaria, Cortina d'Ampezzo itd.

## Zemljepisna lega in podnebje
Ozemlje dežele Benečije je ravninsko (56 %), gorato (30 %) in delno gričevnato (14 %). Najvišji vrhovi v severnobeneških Dolomitih so Marmolada (3342 m), Tofane (3244 m), Civetta (3220 m) in Pelmo (3169 m). Gričevje prištevamo k Predalpam. Najvažnejše reke so Pad (spodnji tok), Adiža, Brenta, Piava, Livenza, Tagliamento/Tilment, Bacchiglione in Arda. Kot vsa severna Padska nižina nasploh, se ravninski predeli razlikujejo med visoko in nizko ravnino (alta in bassa pianura), in sicer glede na nadmorsko višino, ki opredeljuje dve popolnoma različni ozemlji. Višji predeli so aluvialnega (naplavinskega) značaja in torej močno prepustni: padavine pronicajo globoko v teren do neprepustnih glinenih plasti, ki sestavljajo dno Padske nižine in nizko ravnino ob reki. Na stičišču naplavinskega z glinastim terenom, podzemni tokovi pridejo na plano kot kraški izviri in zaradi majhnega padca ustvarjajo mokrišča in posebno rodovitna zemljišča. Med reko Adižo, delto reke Pad in obmorskimi lagunami se razprostira Polesine. Zaradi preobilice vode sta obe ozemlji, nizka ravnina in Polesine, prepredeni z odtočnimi kanali. Polesine je bil velikokrat poplavljen; poplava leta 1951 je zahtevala 84 življenj, tista iz leta 1966 pa je odnesla v morje precejšnje ozemlje komaj pridobljenih polderjev. Delta reke Pad in lagune se stalno spreminjajo: v obdobju 125 let se je jadranska obala umaknila pred rečnimi naplavinami za 82 km².
Podnebje se od enega območja do drugega močno spreminja: na ravnicah je celinsko (kontinentalno borealno podnebje po Köppnovi podnebni klasifikaciji), ob jadranski obali je milejše; okoli Gardskega jezera in v hribovitih predelih. Nižine so pozimi pogosto prekrite z gosto eglo; padavine, ki so redke – 750 mm na leto – blizu reke Pad, a so na višjih nadmorskih višinah bolj obilne – od 750 do 1100 mm na leto; najvišje vrednosti – do 3200 mm na leto – so zabeležene v predalpah Bellunese, blizu gore Pasubio in na planoti Asiago.

## Zgodovina
V kameni dobi je v teh krajih bivalo pleme Euganei, ki so ga v 12. ali 11. stoletju pr. n. št. delno asimilirali Severnojadranski Veneti, ki so dali deželi ime. Zgodovinar Tit Livij začenja svojo Zgodovino Rima z legendo o ubežnikih iz Troje, Enetih, ki so pristali na severni jadranski obali, pregnali Euganijce v notranjost in poselili deželo do Alp. Sicer teorija o maloazijskem izvoru Venetov ni bila povsem sprejeta ne v antiki ne v sodobnih časih, a dejansko so se Veneti takrat priselili in se prilagodili razmeram. Sklepali so vojaška zavezništva in trgovske sporazume z Rimljani, ki zato niso ustanavljali kolonij na njihovem ozemlju, pač pa onstran njihovih meja (Oglej). Po propadu cesarstva so Veneti prav tako miroljubno živeli pod bizantinsko oblastjo, ki je bila sicer skoraj samo formalna. Ko so med 6. in 8. stoletjem zasedli deželo Langobardi, se je ljudstvo pred njimi umaknilo v laguno, to je na otoke. Leta 697 je bizantinski ezarh, ki je bil še vedno formalna oblast dežele, povzdignil otočane v kneževino Venetia maritima, to je obmorska dežela Venetov. To je bil nastanek Benetk in bodoče Beneške republike.
Ostali del današnje dežele Benečije je bil do 9. stoletja v rokah Langobardov, nakar je prišel pod Franke. V zgodnjem 12. stoletju so začele nastajati komune tudi v teh krajih, Verona leta 1135 in Padova leta 1138. V 13. stoletju so se komune postopoma spremenile v sinjorije. Beneška republika, čeprav na višku svoje moči, ni posegala v spore med mestnimi državicami in se ni širila v notranjost dežele. Šele okoli leta 1400 so se ji začela spontano priključevati razna mesta. Po dolgoletni vojni med Beneško republiko in francosko-habsburško-papeško Cambraisko koalicijo (1509–1530) je v deželi zavladal mir, ki je trajal vse do leta 1797. Takrat je Benečijo zavzel Napoleon, nato je pripadla Avstriji in leta 1866 jo je dunajska mirovna pogodba dodelila Kraljevini Italiji.

## Gospodarstvo
Po zedinjenju v Italijo se je veliko Benečanov izselilo v Južno Ameriko, kar je negativno vplivalo na gospodarstvo, ki je šele po drugi svetovni vojni doživelo izreden razvoj. Kmetijstvo, ki je še vedno pomemben vir dohodkov, se je popolnoma mehaniziralo. Glavni pridelki so pšenica, koruza, sadje in povrtnine; živinoreja se bavi predvsem z govedom, prašiči in perutnino. Posebno na jugovzhodnih predelih dežele je veliko manjših, a zelo solidnih obratov živilske in tekstilne industrije. Posebej je treba omeniti industrijo obutve in pohištva. Danes je Benečija za Lombardijo druga najbogatejša dežela v Italiji.

## Jezik
Razen italijanščine se v deželi Benečiji govorijo tudi drugi jeziki: beneščina, nemščina, furlanščina, ladinščina, slovenščina in cimbrijščina.
Cimbrijščina, ali jezik ljudstva Cimbrov, je germanskega izvora. Danes ga govori manjšina okoli 1000 govorcev v severni Benečiji in v pokrajini Trento, kjer je zaščiten. Ladinščino govori v Benečiji in pokrajini Trento skupno okoli 30.000 ljudi, zato je zaščitena v obeh deželah. Furlanščina, ki je splošni jezik v Furlaniji, se govori tudi na ozemlju Portogruara v Benečiji. Nemško govori veliko ljudi posebno v severnih predelih dežele, a niso povezani v kulturne skupnosti.
Posebno pozornost zasluži moderna beneščina, ki jo domačini imenujejo veneto in ki izhaja iz latinščine, ki so jo prevzeli prvotni Veneti. Benečani se sklicujejo na zgodovinsko kontinuiteto njihovega jezika in na njegovo današnjo splošno razširjenost, zato zahtevajo državno in mednarodno priznanje in zaščito. Pri tem zahtevajo upoštevanje dejstva, da so v italijanski ustavi Benečani imenovani narod, edini poleg Sardincev. Deželni svet je leta 2007 odobril zakon, s katerim bi beneščina postala uradni jezik v deželi, enakopraven z italijanskim.

## Beneški Slovenci
V Benečiji je jezikovni položaj slovenske narodne skupnosti bolj problematičen, saj so bili tamkajšnji Slovenci in Slovenke v preteklosti slabše organizirani in narodno gibanje v 19. stoletju nanje ni imelo vpliva. Z jezikovnega vidika se od Tržaškega in Goriškega razlikujejo tudi po tem, da že v preteklosti, pod kraljevino Italijo, niso bili deležni šolanja v slovenščini. V Benečiji tako od leta 2001 deluje državna večstopenjska dvojezična šola v Špetru, ki je bila ustanovljena kot zasebna šola leta 1984.